# 2017年Billboard Japan Streaming Songs1位の一覧
以下は、2017年のBillboard Japan Streaming Songsチャート1位の一覧である。Billboard Japan Streaming Songs（以下、Streaming Songs）は、日本国内の複数のサブスクリプション型ストリーミング音楽サービスにおける曲の再生回数を合算集計しランク付けされた音楽チャートである。またこのチャートは、ビルボード・ジャパンによる総合シングルチャートBillboard Japan Hot 100を構成する部門別チャートのうちのひとつである。
チャート初の1位を獲得した楽曲はDAOKO×米津玄師の「打上花火」であった。

## チャート遍歴
| 日付       | 曲名                     | アーティスト名 | 出典   |
| ---------- | ------------------------ | -------------- | ------ |
| 10月9日付  | 「打上花火」             | DAOKO×米津玄師 | [ 1 ]  |
| 10月16日付 | 「打上花火」             | DAOKO×米津玄師 | [ 2 ]  |
| 10月23日付 | 「打上花火」             | DAOKO×米津玄師 | [ 3 ]  |
| 10月30日付 | 「打上花火」             | DAOKO×米津玄師 | [ 4 ]  |
| 11月6日付  | 「シェイプ・オブ・ユー」 | エド・シーラン | [ 5 ]  |
| 11月13日付 | 「打上花火」             | DAOKO×米津玄師 | [ 6 ]  |
| 11月20日付 | 「打上花火」             | DAOKO×米津玄師 | [ 7 ]  |
| 11月27日付 | 「打上花火」             | DAOKO×米津玄師 | [ 8 ]  |
| 12月4日付  | 「打上花火」             | DAOKO×米津玄師 | [ 9 ]  |
| 12月11日付 | 「打上花火」             | DAOKO×米津玄師 | [ 10 ] |
| 12月18日付 | 「I LOVE YOU」           | クリス・ハート | [ 11 ] |
| 12月25日付 | 「楓」                   | スピッツ       | [ 12 ] |